# Kallubyadrahalli, Arkalgud
Kallubyadrahalli là một làng thuộc tehsil Arkalgud, huyện Hassan, bang Karnataka, Ấn Độ.